# DSDL
Мова визначення схеми документа  (англ. Document Schema Definition Languages, DSDL) — об'єднання численних мов схем у єдину оболонку, в рамках якої кілька завдань перевірки різних типів можуть бути застосовані до XML документа з метою досягнення більш повних результатів перевірки, ніж просто застосування єдиної технології.
Відомо, що різні частини XML-документів можуть вимагати різних мов схем. Як типовий приклад можна навести описові документи, що містять метадані. Ці документи можуть бути написані на DocBook, TEI і XHTML. Визначення схем для таких описових документів виконується за допомогою універсальних мов схем, як, наприклад, RELAX NG і DTD.